# Simão, o Sapateiro
Simão, o Sapateiro (em grego:  Σίμων Ἀθηναῖος, σκυτοτόμος; fl. c. final do século V a. C.) era um associado de Sócrates e um "filósofo trabalhador". Ele é conhecido principalmente pelo relato de Diógenes Laércio em Vidas e Doutrinas dos Filósofos Ilustres. Ele também é mencionado de passagem por Plutarco e Sinésio; sabe-se que um aluno de Sócrates, Fédon de Elis, escreveu um diálogo chamado Simão.

## Influência
Xenofonte relata que, como os jovens não tinham permissão para entrar na Ágora, eles costumavam se reunir em oficinas ao redor. Sócrates frequentava essas lojas para conversar com os comerciantes, sendo Simão um deles. Simão teria se dedicado a passar essas conversas à escrita, tanto quanto ele conseguia se lembrar delas. Estes foram os primeiros diálogos socráticos. De fato, a excelência de Simão na arte de fabricar sapatos seria uma forma de conhecimento que Sócrates, da Apologia de Platão, considerou o único exemplo de conhecimento genuíno.
Os escritos de Simão atraíram a atenção de Péricles, que se ofereceu para provê-lo se Simão viesse e residisse com ele. O sapateiro recusou, alegando que não queria renunciar à sua independência.

### Postmortem
Vários filósofos posteriores associaram Simão a um certo modo de vida filosófico.

Os cínicos parecem ter idealizado Simão. Entre as epístolas cínicas sobreviventes, existem algumas cartas socráticas espúrias, escritas no século II ou III, nas quais vários alunos de Sócrates, incluindo Antístenes, Aristipo e Xenofonte, debatem a filosofia do ponto de vista cínico. Simão é descrito nessas cartas como uma figura ideal do tipo cínico. Uma dessas cartas pretende vir do próprio Simão e é dirigida a Aristipo: 
 Ouvi dizer que você ridiculariza nossa sabedoria na presença de Dionísio. Admito que sou sapateiro e trabalho dessa natureza, e da mesma maneira, se necessário, cortaria tiras mais uma vez com a finalidade de advertir homens tolos que pensam que estão vivendo em grande luxo. Antístenes será o castigador de suas brincadeiras tolas. Pois você está escrevendo cartas que tiram sarro do nosso modo de vida. Mas deixe que o que eu lhe disse em tom de brincadeira seja suficiente. De qualquer forma, lembre-se da fome e da sede, pois elas valem muito para aqueles que buscam o autocontrole. 
 No Cátaplo de Luciano, um grupo de mortos, incluindo o tirano Megapentes, é transportado para o submundo no barco de Charonte. Luciano combina seu cínico ideal, Cyniscus, com o sapateiro Micyllus, que é o único que aceita seu destino - embora com resignação. Aqui, Luciano segue uma convenção literária de seu tempo ao emparelhar um cínico com um sapateiro.

Da influência dos cínicos, os estoicos também se inspiraram em Simão. Diz-se que Zenão de Cítio produziu uma coleção de histórias sobre Crates. Estobeu preserva um:
 Zeno disse que Crates estava sentado em uma sapateira e lendo em voz alta o Protréptico de Aristóteles, que ele havia escrito para Temison, o rei cipriota. Nele, ele disse que ninguém tinha mais vantagens por ser filósofo, pois possuía grande riqueza para poder gastar dinheiro com essa atividade e ainda manter sua reputação intacta. E Zenão disse que, enquanto Crates estava lendo, o sapateiro estava atento, mas continuou o tempo todo costurando. E Crates disse: "Parece-me, Filisco, que devo escrever um Protréptico para você, pois vejo que você tem mais vantagens em ser filósofo do que o homem para quem Aristóteles escreveu". 

## Historicidade

### Dúvida
Alguns estudiosos sugeriram que Simão era uma figura puramente ficcional. O argumento central de sua existência é sua omissão nas obras de Platão, Xenofonte e Aristófanes - as fontes primárias de Sócrates. Outros estudiosos apontam que a ausência de evidência não é evidência de ausência.
Se ele é de fato fictício, ele provavelmente teria sido inventado por Fédon de Elis em seu diálogo Simão - do qual, apenas alguns fragmentos sobrevivem.

### Apoio, suporte
Investigações arqueológicas revelaram os restos de uma loja perto do Tholos, no canto sudoeste da Ágora de Atenas, sendo recuperadas quantidades de tachas de sandálias e uma base de vasos com a palavra "De Simão" (em grego:  ΣΙΜΟΝΟΣ) inscrito nele. Os céticos afirmam que não se pode ter certeza se esta é a loja de Simão.
Nas epístolas cínicas, Simão é referenciado por Antístenes e Aristipo, e até participa da troca. No entanto, essas cartas são criações romanas posteriores.
Nos Héracles de Antístenes, faz-se referência a Simão. Assim, seria improvável que ele fosse uma criação literária de dois primeiros escritores: Antístenes e Fédon de Élis.
No registro dos diálogos de Simão, a falta de ordem de Diógenes Laércio e a repetição de alguns títulos apontam contra as obras serem invenções.
R. F. Hock conclui que a falta de informação e interesse em Simão, o Sapateiro, é atestada pelo fato de que "ele veio em função de um contexto muito específico" e que "era realmente admirado apenas por cínicos estritos".

## Trabalho
Diógenes atribui aos escritos de Simão como sendo os primeiros diálogos socráticos. Foi sugerido que todos os seus trabalhos poderiam caber no comprimento de duas páginas de Estêvão.
Assim como o próprio Simão, a realidade desses trabalhos perdidos também tem sido questionada, mas a falta de ordem na lista de Diógenes e a repetição de alguns títulos apontam para o fato de ser uma invenção.
Diógenes Laércio lista trinta e três conversas (dialogi) que estavam contidas em um volume. Os títulos de suas obras são os seguintes:
| - Dos Deuses - Dos Bons - Sobre o Belo - O que é o Belo - Sobre o Justo: dois diálogos - Da Virtude, que não pode ser ensinada - Da Coragem: três diálogos - Sobre a Lei - Sobre Guiar as Pessoas - Da Honra - Da Poesia | - Sobre a Boa Alimentação - Sobre o Amor - Sobre a Filosofia - Sobre o Conhecimento - Sobre a Música - Sobre a Poesia - O que é o Belo - Sobre o Ensino - Sobre a Arte da Conversa - Do Julgamento | - Do Ser - Do Número - Sobre Diligência - Sobre Eficiência - Sobre a Ganância - Sobre a Pretensão - Sobre o Belo - Sobre a Deliberação - Sobre a Razão, ou Sobre a Conveniência - Sobre Fazer o Mal |